# Cilix hispanica
Cilix hispanica é uma espécie de insetos lepidópteros, mais especificamente de traças, pertencente à família Drepanidae.
A autoridade científica da espécie é De-Gregorio, Torruella, Miret, Casas & Figueras, tendo sido descrita no ano de 2002.
Trata-se de uma espécie presente no território português.